# Tappara
Le Tappara est un club de hockey sur glace finlandais fondé en 1955 et basé à Tampere. Il évolue en Championnat de Finlande de hockey sur glace.

## Palmarès
- Vainqueur de la SM-liiga à 11 reprises: 1977, 1979, 1982, 1984, 1986, 1987, 1988, 2003, 2016, 2017 et 2022.
- Vainqueur de la Suomen Cup : 1957.
- Vainqueur de la Ligue des champions : 2023

## Numéros retirés
- 2 - Kalevi Numminen
- 3 - Pekka Marjamäki
- 7 - Timo Jutila
- 8 - Janne Ojanen
- 10 - Timo Susi

## Joueurs
- Hannu Haapalainen